# ابطاف علیا
ابطاف علیا، روستایی از توابع بخش کلات شهرستان آبدانان در استان ایلام ایران است.

## جمعیت
این روستا در دهستان مورموری قرار دارد و براساس سرشماری مرکز آمار ایران در سال ۱۳۸۵، جمعیت آن ۱۱۲ نفر (۱۸خانوار) بوده‌است. مردم آن به زبان لری تکلم می کنند.